# Lengyeltóti
Lengyeltóti – miasto na Węgrzech, w Komitacie Somogy, siedziba władz powiatu Lengyeltóti.

## Osoby urodzone w Lengyeltóti
- Zsanett Jakabfi – węgierska piłkarka
- Rita Kuti-Kis – węgierska tenisistka
- Péter Rajczi – węgierski piłkarz

## Miasta partnerskie
- Dielheim
- Đurđevac
- Lechnice
- Lupeni
- Węgierska Górka